# Prophecy (jeu de rôle)
 (septembre 2024).
Si vous disposez d'ouvrages ou d'articles de référence ou si vous connaissez des sites web de qualité traitant du thème abordé ici, merci de compléter l'article en donnant les références utiles à sa vérifiabilité et en les liant à la section « Notes et références ».
Pour les articles homonymes, voir Prophecy.
Prophecy est un jeu de rôle sur table français à thème médiéval fantastique, édité pour la première fois par Halloween Concept en 2000, dans lequel Dragons et humains vivent ensemble. L'organisation du monde, les forces en présence et les enjeux des aventures sont directement liés aux relations entre les humains et les dragons. Le jeu connaît une seconde édition en 2002 chez Darwin Project.

## Conception du jeu
Prophecy a été créé par un collectif d'auteurs dirigé par Julien Blondel sur une idée originale de Guillaume Gille-Naves. Ont également participé à l'écriture du jeu : Philippe Tessier (plus particulièrement pour la genèse du monde et les textes d'ambiance), Timbre Poste (sur l'ensemble de l'œuvre, Kalimsshar et l'équilibre du système de jeu), Benoit Attinost (le système de magie), Goffrey Picard (Les scénarios). L'ensemble des auteurs ont participé aux discussions qui ont jeté les bases du monde. Julien Blondel a coordonné le travail de chacun, son intégration dans le jeu et la ligne éditoriale des suppléments.
Les illustrateurs ont également contribué par leur création à développer l'univers par des dessins de recherche qui ont servi d'inspiration aux auteurs. On trouve des illustrations d'Aleksi Briclot (Couverture et couleur intérieur), Nicolas Malfin, Thierry Masson (les Dragons), Igor Polouchine, Benoit Lamouche, Yarat (les villes), Patrick Fréon, Fahr et Robin Recht.
La première édition du jeu est publiée par Halloween Concept en 2000 et diffusée par Asmodée. Une seconde édition de Prophecy, dirigée par Thomas Féron, paraît en 2002.

## Univers
Prophecy dispose d'un univers appelé Kor, créé pour le jeu. Les joueurs incarnent des humains, liés par un destin commun symbolisé par une « étoile ». Cette étoile détermine leurs buts sur le monde de Kor et leur donne divers pouvoirs à utiliser en synergie avec le reste de leur groupe.

### Genèse
L'univers de Prophecy est structuré autour de neuf Grands Dragons engendrés par Moryagorn, l'être primordial, au début du monde. Chacun est le gardien d'un élément du monde : pierre, feu, eau, magie, etc. Ces neuf dragons ont créé l'humanité et lui ont tout appris. Après un âge d'or où l'humanité vivait en harmonie avec les Dragons, ces derniers furent divisés par des querelles qui provoquèrent des guerres et poussèrent l'humanité au bord de l'extinction. Les Grands Dragons accordèrent alors davantage d'indépendance aux humains. Ils choisirent également de les rendre mortels et de les affaiblir. Mais des humains retrouvèrent les vestiges du culte rendu autrefois aux Dragons et le ravivèrent, ce qui conduisit les Dragons à s'impliquer à nouveau dans les affaires humaines. Cela engendra une nouvelle période de dissensions et de guerres. La plupart des humains pardonnèrent aux Dragons, sauf une poignée qui partit s'installer dans une région reculée. Depuis, le monde est en plein bouleversement : l’indépendance Humaniste s’oppose à la dévotion Draconique vouée à ces êtres supérieurs et les complots insidieux du neuvième Grand Dragon s’organisent au milieu de la Prophétie stellaire.

### Les dragons
- Brorne est le fils aîné de Moryagorn. Son élément est la pierre et, à l'image de cette dernière, Brorne est sage, patient et réfléchi. Ses paroles laconiques sont toujours écoutées car le Seigneur de la Pierre ne parle jamais pour ne rien dire.
- Kroryn est le second fils de Moryagorn. Son élément est le feu. Kroryn est l'incarnation même de la fougue. Incontrôlable, il ne vit que pour la guerre et le combat.
- Ozyr est la première fille de Moryagorn et son troisième enfant. Son élément est l'océan et elle est la gardienne de tout savoir. Jadis extrêmement sage et calme, Ozyr est devenue un être paranoïaque qui protège jalousement son territoire océanique.
- Kezyr est le troisième fils et quatrième enfant de Moryagorn. Son élément est le métal. Kezyr est avant tout un créateur et un artisan légendaire capable de travailler le métal mieux que quiconque. Majestueux par le passé, Kezyr semble être rongé par une tragédie du passé et cherche aveuglément le pardon de son fils.
- Heyra est la deuxième fille et le cinquième enfant de Moryagorn. Son élément est la nature. Lorsque Heyra naquit, le monde fut recouvert d'une flore luxuriante. Heyra est donc naturellement bénéfique et s'avère extrêmement protectrice envers toute forme de vie.
- Nenya est la troisième fille et sixième enfant de Moryagorn. Gardienne des rêves et des désirs, Nenya est l'essence de la Magie en Kor. Imprégnée de mystères et d'onirisme, Nenya est douce et règne sur l'Éther, le monde où chaque rêve prend vie.
- Khy est le fils de Kezyr et le septième Grand Dragon qui naquit. À sa naissance, Khy n'eut aucun élément sur lequel régner et s'est longtemps posé de nombreuses questions que ses pairs ne se posaient pas. Lorsque les humains furent créés, Khy devint le Grand Dragon des Cités, gardien de la race humaine. Il est pacifique, bien que très énigmatique. Même les autres Grands Dragons ont du mal à cerner Khy.
- Szyl est le fils de Nenya et le huitième Grand Dragon. Son élément est l'air et, à son image, il est libre et désinvolte. Haï par certains de ses pairs à cause de cette désinvolture, Szyl n'en tient pas compte et parcourt inlassablement les cieux, son royaume, à la recherche d'aventures palpitantes.
- Kalimsshar est le fils cadet de Moryagorn et le neuvième Grand Dragon. Né des doutes et des cauchemars de son père, Kalimsshar est le seigneur de l'ombre. Loin d'être l'incarnation du mal, Kalimsshar revendique ce que tous ses pairs rejettent "car ils sont nécessaires pour l'équilibre du monde". Il semble perpétuellement en train de comploter et a été, depuis longtemps, rejeté par ses frères et sœurs. Aujourd'hui qualifié de Héraut de la Fatalité, Kalimsshar œuvre dans l'ombre afin d'arriver à un but que lui seul connaît.

### Castes
Le système se base sur des castes, représentant le métier du personnage, ses possessions habituelles et ses obligations. Pour chaque caste, il existe cinq statuts ; plus le statut est élevé, plus le PJ est connu et a un pouvoir politico-social sur les autres personnages.
Voici les castes :
- Artisans, Caste du Grand Dragon du Métal - Kezyr : tous ceux qui façonnent la matière peuvent la rejoindre. Très respectés, car ils sont les seuls à créer. Leurs arts abordent souvent la magie et plus particulièrement la Sorcellerie. Leur caste est proche des sciences et des savoirs Interdits Humanistes.
- Mages, Caste du Grand Dragon de la Magie - Nenya : les meilleurs utilisateurs de la magie des Dragons, ils cherchent à parfaire leurs connaissances et à se rapprocher au plus près du pouvoir des Dragons.
- Prodiges, Caste du Grand Dragon de la Nature - Heyra : les prodiges sont des moines-prêtres Dragons, qui visent à étendre le pouvoir draconien en Kor. Ils sont neutres en toute occasion et un de leurs crédos est de ne jamais faire couler le sang par les armes (à cet effet, ils se servent uniquement d'armes contondantes).
- Combattants, Caste du Grand Dragon du Feu - Kroryn : l'une des castes les plus anciennes et prestigieuses. Dès l'époque des Guerres Fratricides, le Grand Dragon des Volcans menait hommes et femmes au combat en leur transmettant sa fougue. Ils s'opposent aux hordes de Kalimsshar et aux assauts des Humanistes, ou encore à des créatures féroces.
- Commerçants, Caste du Grand Dragon des Cités - Khy : les commerçants représentent une caste variée et occupent de nombreuses places importantes au sein de la société draconienne. Ils maitrisent le sens des mots et une relation innée avec autrui. Constamment en train de bâtir de nouvelles routes commerciales, à la recherche de partenaires, ils s'investissent pour assurer la prospérité du royaume. C'est de Khy que leur est venu le secret des mots et de leurs pouvoirs, même si certains en ont parfois abusé.
- Protecteurs, Caste du Grand Dragon de la Pierre - Brorne : les protecteurs constituent la force policière du monde de Kor, lourdement harnachés, toujours équipés de leur bouclier-dragon. Ils constituent la première ligne de défense face aux assauts barbares, humanistes et fatalistes. Ils représentent l'application des lois draconiennes.
- Voyageurs, Caste du Grand Dragon des Vents - Szyl : classe de libres aventuriers, les voyageurs errent dans le monde de Kor sans jamais se fixer. Ils ont tendance à préférer les grands espaces et à ne pas se mêler de politique. Ce sont d'excellents archers, mais ils sont peu respectés par les autres castes, à cause de leur indépendance et du fait qu'ils utilisent des types d'armes méprisables.
- Erudits, Caste du Grand Dragon des Océans - Ozyr : l'une des plus prestigieuses qui soient. Les sages de Kor sont considérés comme les gardiens des secrets, anciens et à venir. Leur soif de connaissance est sans limite il leur faut apprendre et trouver, soupçonner et démontrer, deviner et révéler. Mais les chemins de la connaissance mènent toujours vers certaines conceptions que les Grands Dragons et leurs fidèles sujets ne sont pas forcément enclins à révéler.

Il existe une version fataliste, affiliée à Kalimshar, de chacune des castes pré-citées, sauf la caste des prodiges, qui ne fut jamais corrompue par le fatalisme.
Enfin, les sans-castes ou barbares sont jouables, mais avec difficulté, au vu de leur infériorité sociale.

## Publications

### Première édition (2000-2001)
La première édition paraît chez Halloween Concept.
- Prophecy, livre de base (2000)
- écran de jeu (2000)
- Les Foudres de Kroryn (2000)
- Les Voiles de Nenya (2000)
- Les Enfants de Heyra (2000)
- Les Écailles de Brorne (2000)
- Les Grands Dragons (2000)
- Les Forges de Kezyr (2000)
- Les Orphelins de Szyl (2001)
- Les Secrets de Kalimsshar (2001)
- Les Compagnons de Khy (2001)
- Les Versets d'Ozyr (2001)

### Deuxième édition (2002-2003)
La deuxième édition paraît chez Darwin Project, puis chez Asmodée éditions / Siroz,.
- Prophecy, deuxième édition, livre de base (2002)
- écran de jeu (2002)
- Yris, flambeau de l'Humanité (2002)
- Oracles : de chair et d'écailles (2003)
- Oracles : gravées dans l'écaille (2003)
- La Colère des Dragons (2003)

## Système de jeu
Le système de jeu est inspiré du système Interlock utilisé pour Cyberpunk 2020.

### Moteur de jeu
Les règles sont établies sur le principe de base suivant : 1 Attribut + 1 Compétence + 1D10. À cette somme est comparée un niveau de difficulté pour déterminer la réussite ou non de l'action entreprise. Le combat et la magie sont basés sur le même principe. Les caractéristiques et les compétences s'échelonnent de 1 à 10 à quelques rares exceptions près.

### Tendances
Une des particularités de ce jeu concerne les Tendances, qui représentent la conception du monde qu'a le personnage et sa relation aux Grands Dragons. Elles évoluent au fil des aventures. Les trois Tendances sont :
- Draconique : fier, loyal, pétri d’un code chevaleresque, proche des Dragons leurs tuteurs.
- Humaniste : rebelle, indépendant, novateur et curieux, voulant quitter l’influence Draconique.
- Fataliste : animé par l’appât du gain et de la puissance par tous les moyens.

Plus qu’un idéal personnel, les Tendances s’inscrivent dans le système de jeu avec de réelles implication dans le développement du personnage joué et de son interprétation.

## Accueil
Dans la revue Backstab, à la parution de la première édition de Prophecy, Thomas Feron et Patrick Renault donnent tous les deux au jeu la note de 8/10. Thomas Feron apprécie le concept (jouer un personnage lié à un dragon), le caractère non manichéen du monde et de ses nombreuses factions jouables. Patrick Renault apprécie la personnalité bien affirmée de l'univers en dépit de son thème classique, la diversité des personnages possibles et les nombreuses interactions au sein du monde ; il déplore que beaucoup d'aspects du monde restent en germe. Pour ce qui est du système, les deux critiques saluent l'intérêt des Tendances, qui lient étroitement l'univers au système de jeu. Lors de la parution de la deuxième édition, Vincent Delage, dans Backstab, note que la première édition, dotée d'une gamme complète, s'était cependant attiré des critiques à cause des nombreuses fautes de français, des contradictions dans les règles entre les textes et les tableaux, de points de règles absents et de problèmes avec les compétences des mages.
Au sujet de la deuxième édition du jeu, le même magazine Backstab apprécie la correction des bogues du système de jeu et des fautes de français de la première édition, un système associant encore plus étroitement l'univers et les règles, et un livre à l'organisation plus claire.Maurice Viz note que les changements les plus importants portent sur la création de personnage et l'expérience, et apprécie l'ajout d'un nouveau scénario.

## Analyses
Olivier Caïra, dans Jeux de rôle, les forges de la fiction, remarque que le jeu Prophecy est doté d'une storyline officielle, c'est-à-dire une suite d'événements qui modifient l'univers du jeu au fil des suppléments. Il rattache cette pratique à l'influence du jeu Le Livre des Cinq Anneaux qui est le premier à en mettre une en place. Dans une étude l'évolution des jeux de rôle depuis l'apparition du loisir, Coralie David et Jérôme Larré remarquent le caractère innovant des jets de Tendance dans Prophecy qui mettent en avant l'orientation philosophico-mystique d'un personnage.